# Astragalus cyrtobasis
Astragalus cyrtobasis es una especie de planta del género Astragalus, de la familia de las leguminosas, orden Fabales.

## Distribución
Astragalus cyrtobasis se distribuye por Tayikistán, Uzbekistán (Samarcanda) y Kirguistán.

## Taxonomía
Fue descrita científicamente por Bunge ex Boiss. Fue publicada en Fl. Orient. 2: 497 (1872).